# Oliver Komarek
Oliver Tobias Komarek (* 3. Juli 1986 in Heidelberg) ist ein ehemaliger deutscher Basketballspieler. Er spielte unter anderem für USC Heidelberg und die BG Karlsruhe in 2. Bundesliga ProA.

## Sportliche Karriere
Als 13-Jähriger wechselte Komarek vom Fußball zum Basketball. Er erlebte rasch einen steilen Aufstieg und reifte nach kurzer Zeit zum U16-Nationalspieler. Von der SG Mannheim wechselte er zum USC Heidelberg. Nach einem einjährigen Intermezzo bei den Kaiserslautern Braves kehrte Komarek 2008 zum USC zurück. Mit durchschnittlich 16,8 Punkten und 5,5 Rebounds war er einer der Senkrechtstarter der 2. Bundesliga ProA und wurde nach der Saison 2008/09 vom Basketballdienst „Eurobasket.com“ zum Spieler gewählt, der innerhalb der Saison die beste Entwicklung genommen hat.
Deutschlands Bundestrainer Dirk Bauermann berief ihn 2009 in den Zwölfer-Kader der A2-Nationalmannschaft. Mit diesem Team nahm Komarek an der Universiade 2009 in Belgrad (Serbien) teil. Hier erreichte er die beste Feldwurfquote mit 57 Prozent und beste Dreierquote mit 54 Prozent und erreichte mit der deutschen Mannschaft den achten Platz.
Nach Ablauf der Saison 2012/13 verließ Komarek den USC Heidelberg. Er wechselte in die 2. Bundesliga ProB zu den BIS Baskets Speyer. Nach acht Spielen wechselte er zur BG Karlsruhe in die ProA. Der Club stieg am Ende der Saison 2013/14 aus der Liga ab.
Komarek, der ein Studium der Betriebswirtslehre absolvierte, stieg 2015 in die Sportagentur nummer zehn GmbH & Co. KG ein, die unter anderem Basketball-, Handball- und Fußballprofis berät und vermarktet.

## Karriere-Stationen

### Verein
- 2003–2004  SG Mannheim (Regionalliga)
- 2004–2007  USC Heidelberg (2. Bundesliga)
- 2007–2008  Kaiserslautern Braves (2. Bundesliga ProA)
- 2008–2013  USC Heidelberg (2. Bundesliga ProA)
- 2013: BIS Baskets Speyer (2. Bundesliga ProB)
- 2013: BG Karlsruhe (2. Bundesliga ProA)

### Nationalmannschaft
- 2004 U18-Nationalspieler
- 2006 U20-Nationalspieler
- 2009 A2-Nationalspieler

### Nominierungen
- 2004  Albert-Schweitzer-Turnier in Mannheim
- 2004 BBL Rookie Allstar Game
- 2005 BBL Rookie Allstar Game
- 2006 BBL Rookie Allstar Game
- 2006 U20-EM in Izmir (Türkei)
- 2009 Universiade in Belgrad (Serbien)